# 塞缪尔·穆勒迪
塞缪尔·穆勒迪 SJ（1811年3月27日—1866年1月8日）是美国天主教神父兼耶稣会士，曾于1845年担任乔治城学院校长。穆勒迪生于弗吉尼亚州，哥哥托马斯是19世纪美国耶稣会领袖而且也曾担任乔治城学院校长。塞缪尔在乔治城学院求学期间与他人创办爱民会，因成绩优异到罗马深造并取得牧师资格。回国后他在马里兰州带领耶稣会新会士见习，后当上第21任乔治城学院校长，但几个月后就离职继续任教并从事神职。
1850年，穆勒迪因酗酒指控被逐出耶稣会，后在美國東北部各地传教，每个地方最多只停留几年。他当上天主教纽约总教区约翰·休斯大主教的随行神职人员，还是纽约圣劳伦斯奥图尔教堂（后更名圣伊纳爵堂）助理牧师，1863年出任神父直到去世。穆勒迪临终前向耶稣会省级会长申请重新入会，在去世四天前获准并立誓。

## 早年经历
塞缪尔·穆勒迪1811年3月27日生于弗吉尼亚州罗姆尼（Romney，今西維吉尼亞州罕布什尔县），父亲托马斯·穆勒迪（Thomas Mulledy）是信奉天主教的爱尔兰裔农民，母亲莎拉·科克伦（Sarah Cochrane）来自弗吉尼亚州但不信天主教。两人为结婚依照《教会法》同意向儿子灌输天主教义，女儿学习新教。塞缪尔年长17岁的哥哥也叫托马斯·穆勒迪，兄弟二人都加入耶稣会并当上乔治城学院校长。

### 教育
塞缪尔很小就与哥哥一样在罗姆尼学院任教，1829年进入乔治城学院学习，像哥哥一样用实物支付学费，付给学校两匹马。他在乔治城学院与他人共同创办爱民会并担任首任副主席，在1830年9月25日的首次大会上签署爱民会宪章。塞缪尔1831年开学时获修辞学和数学班级奖章，另有法语荣誉点名，并在典礼上用法语演讲。塞缪尔学习期间，哥哥托马斯一直担任校长。完成学业后塞缪尔想加入耶稣会，申请获批后于1831年8月29日在马里兰州巴尔的摩县怀特马什（White Marsh）开始见习期，并在完成见习期后立誓。
接下来他与威廉·麦克雪利横跨大西洋来到罗马，在奎琳岗圣安德肋堂开始见习期。穆勒迪是因学术才华保送罗马深造，接受良好教育后回国任教。他共在罗马学习七年，是罗马学院有名的学霸，获选参与神學公共辩论。穆勒迪1840年在罗马取得牧师资格，确立他在耶稣会的地位。

## 学术生涯
1841年11月1日，穆勒迪从欧洲回国，并在马里兰州弗雷德里克圣斯坦尼斯劳斯耶稣会见习院担任院长兼见习导师。1844年他进入乔治城学院担任神职人员。

### 乔治城学院
乔治城学院校长詹姆斯·莱德受召前往罗马，穆勒迪1845年1月10日继任。与历史上其他校长相比他年轻还轻，但学术天赋颇具盛名。他勉强接受任命，短暂任期基本古井无波。1845年全校师生出席詹姆斯·诺克斯·波尔克总统就职典礼，同年7月1日还应乔治城市长要求派学生参与纪念安德鲁·杰克逊的游行。穆勒迪上任不久就申请辞职，哥哥托马斯1845年9月6日继任。

## 晚年

### 四处漂浮

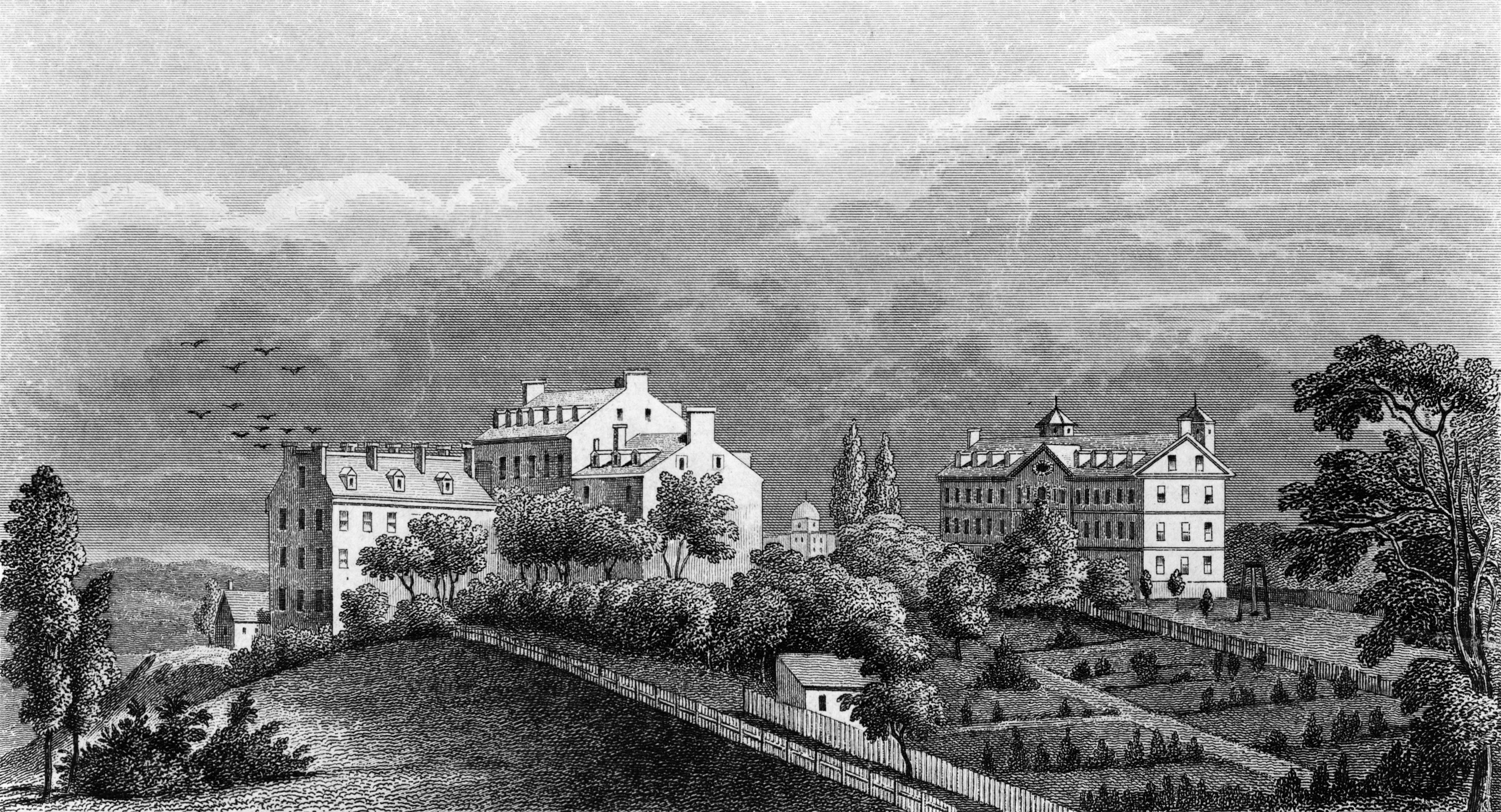
穆勒迪离任后不久的乔治城学院

穆勒迪卸任校长后到費城圣若瑟教堂传教，同时在1846至1848年仍以乔治城学院董事会成员身份参与学校事务。
1847至1848年他在乔治城学院当教义神学教授，经常讲授修饰课程。但他在1850年1月因酗酒被逐出耶稣会，此后辗转各个城市，每个地方停留都不长。他先在波士顿圣十字主教座堂工作两年，1852至1853年在奥尔巴尼教区任职。1854年他开始在布鲁克林区圣雅各圣殿主教座堂工作至1855年。1856至1857学年，他在马萨诸塞州伍斯特的聖十字學院担任修饰学和数学教授。1859年在南波士顿圣彼得和圣保罗教堂工作后，他又于1860年进入纽约州扬克斯圣母无染原罪教堂。

### 圣劳伦斯奥图尔教堂
1861年7月，约翰·休斯（John Hughes）大主教任命穆勒迪担任纽约圣劳伦斯奥图尔教堂助理神父，协助牧师沃尔特·夸特（Walter J. Quarter），同时担任休斯的随行神职人员。夸特去世前不久致信天主教纽约总教区副主教要求任命穆勒迪继任。夸特逝世后，还在戒酒的穆勒迪于1863年出任圣劳伦斯奥图尔教堂神父。上任第一年他的助理祭司是科伊尔（W. Coyle），后改为詹姆斯·哈桑（James Hassan）。
穆勒迪上任后颇得会众爱戴并建立圣文生仁爱善会分会，促进教区慈善事业。他经常牵着高大的黑色纽芬兰犬围绕教会散步，既是宠物又是防范流浪犬的保镖。1865年他因哮喘和主動脈扩张难以持续奔走，同年圣诞节起暂停传道。
穆勒迪是圣劳伦斯奥图尔教堂最后的教區神父。许多慈善修女在他临死前赶来探视，乔治城学院校长约翰·厄尔利经常询问他的病情。他向省级会长安杰洛·帕里斯（Angelo M. Paresce）恳请重新加入耶稣会并在1866年1月4日获批。穆勒迪从病床上起身跪地执行入会仪式，重立宗教誓言。
1866年1月8日，塞缪尔·穆勒迪在纽约去世，大批群众经哈林大桥把他的遗体送到布朗克斯圣约翰学院（后更名福坦莫大学），遗体葬入学院公墓。穆勒迪去世时已重新加入耶稣会，约翰·麦克洛斯基（John McCloskey）大主教决定接受死者遗愿把教区管理权移交耶稣会。耶稣会祭司维克多·博德温（Victor Beaudevin）继任穆勒迪的位置。

## 脚注
1. ↑  History of Hampshire County.
2. ↑  Goldman Sachs 2017.
3. 1 2  Dooley & 1917，第45页
4. 1 2  Curran & 1993，第107页
5. 1 2  Maxwell，Swisher & 1897，第719页
6. 1 2  Boyle & 1909，第151页
7. ↑  Shea & 1891，第153, 162页
8. ↑  Maxwell，Swisher & 1897，第298页
9. ↑  Shea & 1891，第79页
10. ↑  Shea & 1891，第92页
11. ↑  Easby-Smith & 1907，第262页
12. ↑  Georgetown Commencement 1831.
13. ↑  Shea & 1891，第101页
14. ↑  Easby-Smith & 1907，第68页
15. ↑  Curran & 1993，第201页
16. 1 2 3 4  Shea & 1891，第149页
17. ↑  Dooley & 1917，第45–46页
18. 1 2 3 4 5 6  Dooley & 1917，第46页
19. ↑  Gramatowski & 2013，第13页
20. ↑  Catalogus: Provinciae Marylandiae, Societatis Jesu & 1841，第7页
21. ↑  Campbell & 1903，第144页
22. ↑  Alexandria Gazette.
23. ↑  Easby-Smith & 1907，第82页
24. ↑  Shea & 1891，第154页
25. 1 2  Shea & 1891，第153页
26. ↑  Curran & 1993，第403页
27. 1 2 3 4  Dooley & 1917，第47页
28. 1 2 3 4 5  Modrys & 2016，第1页
29. ↑  Catalogue of the Officers and Students of the College of Holy Cross & 1857，第7页
30. ↑  Dooley & 1917，第39页
31. ↑  Dooley & 1917，第43页
32. 1 2  The Catholic Church in the United States of America & 1914，第335页
33. 1 2  Dooley & 1917，第48页
34. ↑  McLaughlin & 1899，第123页
35. ↑  Dooley & 1917，第290页
36. 1 2  Dooley & 1917，第49页
37. ↑  Obituary: Father Joseph Havens Richards, S. J. & 1924，第267页
38. ↑  Dooley & 1917，第50页
39. 1 2  Dooley & 1917，第51页
40. ↑  Reily & 1885，第186页
41. ↑  Conway & 1899，第36页